# Isocronia (linguistica)
In linguistica, l'isocronia o isocronismo è la supposta proprietà che ha una lingua di scandire ritmicamente il tempo in parti uguali.
È uno dei vari aspetti studiati dalla prosodia (altri sono l'intonazione, l'accento o il tono). Secondo la teoria, una lingua che manifesti isocronia può essere:
- isosillabica [syllable-timed] ~ La durata di ogni sillaba è uguale.
Esempi di lingue isosillabiche sono l'italiano, il francese, lo spagnolo, il turco e il cinese.
- isoaccentuale [stress-timed] ~ La durata tra due sillabe accentate è uguale, l'unità ritmica di base è quindi il piede.
Sono isoaccentuali l'inglese, il tedesco, l'olandese e il russo.
- moraica [mora-timed] ~ Il ritmo è paragonabile a quello delle lingue isosillabiche, ma l'unità ritmica di base non è la sillaba bensì la mora.
Una tipica lingua moraica è considerato il giapponese; un esempio rappresentativo del passato è il greco antico.

Il concetto fu formulato dal linguista statunitense Kenneth Pike (1912-2000) nel 1945 ed integrato dall'inglese Peter Ladefoged (1925-2006) nel 1975, il quale aggiunse il terzo tipo di isocronia.
Per fare un esempio con i primi due tipi, in inglese la velocità con cui è pronunciata una frase è basata su una serie di sillabe accentate, entro le quali possono essere presenti un qualsiasi numero di sillabe non accentate (senza modifica della durata). In italiano, al contrario, il tempo necessario per pronunciare una frase dipende dal numero di sillabe e non dal numero di accenti. Per l'orecchio italiano due parole hanno la stessa durata se hanno lo stesso numero di sillabe, indipendentemente dagli accenti o dal numero di fonemi. Ad esempio le parole "cosa", "costo" e "strambo", contano rispettivamente 4, 5 e 7 fonemi, ma dal momento che sono tutte composte da due sillabe, vengono percepite come aventi la stessa durata. La parola "anima", invece, seppur contando solo 5 fonemi, risulta più lunga di "strambo" dal momento che è formata da tre sillabe. 
Le differenze di isocronia tra le lingue sembrano dovute soprattutto alla presenza o meno di gruppi consonantici complessi, tipici delle lingue germaniche e slave; nelle lingue neolatine, invece, ciò è molto raro. Nella lingua giapponese i gruppi consonantici complessi sono pressoché inesistenti.